# ديواين بانش
ديواين بانش هو مدرس وسياسي أمريكي، ولد في 22 فبراير 1962، وتوفي في 11 يوليو 2012. نشط حزبياً في الحزب الجمهوري. وقد انتخب عضو مجلس نواب كنتاكي ‏.